# Lempira

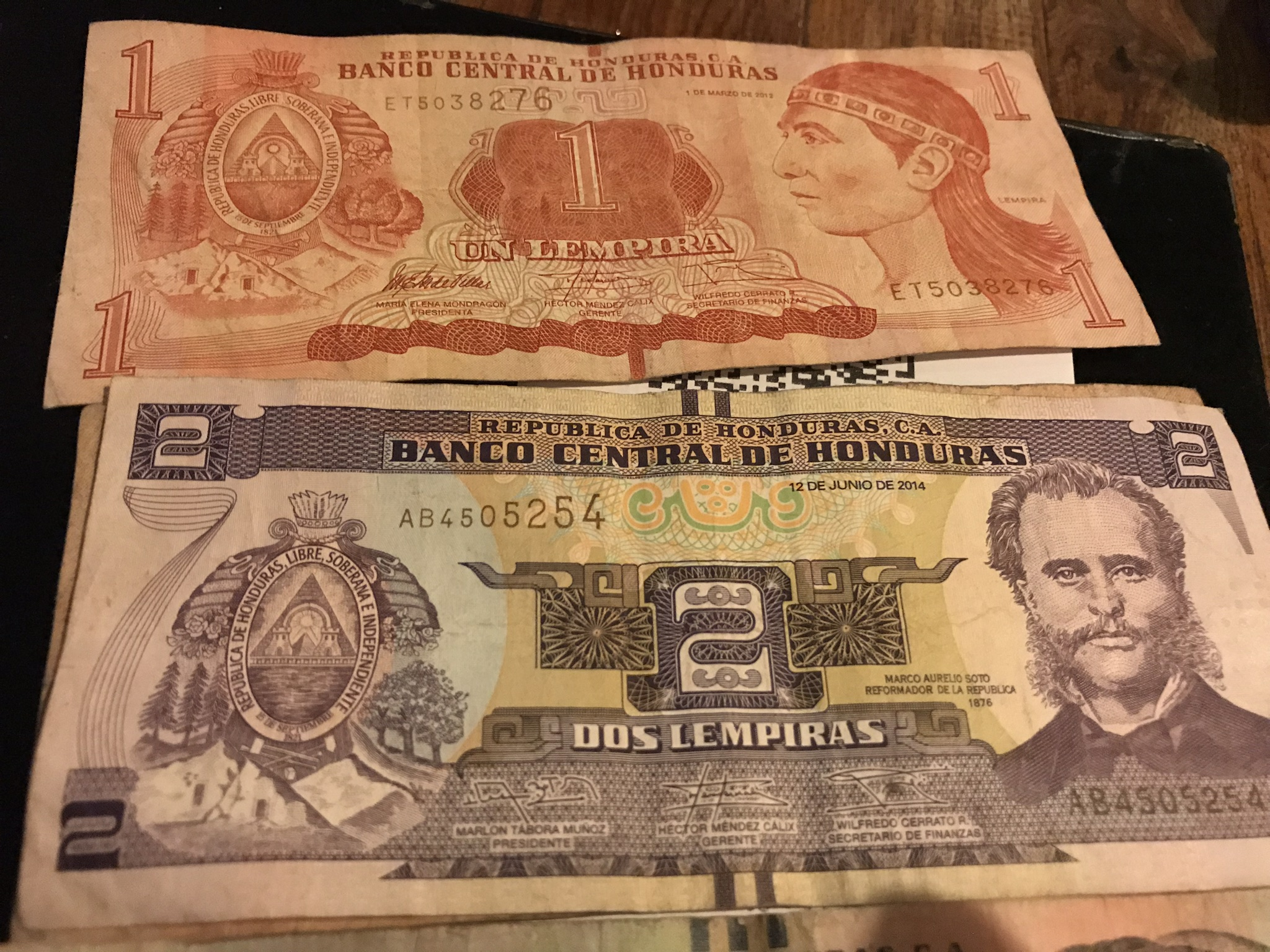
Nota de uma e duas lempiras.

A lempira é a unidade monetária de Honduras e está dividida em 100 centavos. O seu código ISO é HNL.